# نسبت میرایی
نسبت میرایی (به انگلیسی: Damping ratio) کمیتی بدون بعد در فیزیک است که چگونگی تحلیل یک سامانه نوسانگر را نشان می‌دهد. این کمیت معمولاً با نماد ζ (زتا) نمایش داده می‌شود و در بررسی نظریه کنترل کاربرد دارد. هر گاه بسامد دینامیکی خارجی نزدیک به بسامد طبیعی سازه باشد سازه دچار رزونانس یا تشدید می‌شود که در نتیجه به شکست سازه منجر می‌شود.

## تعریف

در این تصویر تأثیر نسبت میرایی بر شکل معادله دیفرانسیل حرکت نوسانگر دیده می‌شود.

برای یک نوسانگر هماهنگ با جرم {\displaystyle m} و ضریب نوسان {\displaystyle c} و ثابت فنر {\displaystyle k} خواهیم داشت:
{\displaystyle \zeta ={\frac {c}{c_{c}}},}
همچنین معادله حرکت جسم به صورت معادله دیفرانسیل معمولی زیر خواهد بود:
{\displaystyle m{\frac {d^{2}x}{dt^{2}}}+c{\frac {dx}{dt}}+kx=0}
رابطه ضریب میرایی بحرانی نیز به صورت زیر خواهد بود:
{\displaystyle c_{c}=2{\sqrt {km}}.}